# Cymophyllus fraserianus
Cymophyllus fraserianus är en halvgräsart som först beskrevs av Ker Gawl., och fick sitt nu gällande namn av John T. Kartesz och Kanchi Natarajan Gandhi. Cymophyllus fraserianus ingår i släktet Cymophyllus, och familjen halvgräs. Inga underarter finns listade i Catalogue of Life.